# Бородицька Людмила Аронівна
Бородицька Людмила Аронівна (*24 березня 1949, м. Донецьк) — концертмейстер Донецької обласної філармонії, композитор, заслужена артистка України, педагог.

## Біографічні відомості
Закінчила Донецьке музичне училище, після чого поступила у Донецький музично-педагогічний інститут. Згодом стала провідним концертмейстером Донецької філармонії.
Сценічну кар'єру концертмейстера розпочала одразу після закінчення Донецького музично-педагогічного інституту. Зі спільними виступами з видатними донецькими вокалістами, такими як народні артистки України А. Коробко, Р. Кузнєцова та ін., гастролювала країнами Радянського Союзу та Європи.
У 1990-х роках почала займатися композиторською діяльністю, станом на 2010 рік у її авторському доробку більш ніж 100 пісень. Найвідоміші її пісні: «Город надежды и славы», «Заспівали поцілунки», «Афродита», «Живи у віках, Донбас» та ін.
Разом з чоловіком, співаком, заслуженим артистом України А. Юхновим, який є головним виконавцем пісень Бородицької, вона викладає музичне мистецтво підростаючому поколінню.

## Нагороди, звання
1992 року удостоєна звання заслуженої артистки України.